# جام یوفا ۹۶–۱۹۹۵
جام یوفا ۹۶–۱۹۹۵، بیست و پنجمین فصل از جام یوفا، مسابقات فوتبال باشگاهی سطح دوم اروپا بود که توسط یوفا سازماندهی شد و با قهرمانی بایرن مونیخ به پایان رسید.